# Falsoxanthalia bicoloripes
Falsoxanthalia bicoloripes es una especie de coleóptero de la familia Tetratomidae.

## Distribución geográfica
Habita en China.